# Blanche Montel
Pour les articles homonymes, voir Montel.
Rose Blanche Jeanne Montel est une actrice française, née à Tours, Indre-et-Loire, le 14 août 1902 et morte à Luzarches dans le Val-d'Oise le 31 mars 1998.

## Biographie
À 11 ans, Blanche Montel est engagée par le cinéaste Alfred Machin dans le rôle d'une petite fille hollandaise dans La Fille de Delft, tourné dans les studios du Château du Karreveld, à Molenbeek-Saint-Jean, pour Charles Pathé. Elle se dirige ensuite vers le théâtre jusqu'à sa rencontre avec Louis Feuillade, important directeur artistique de Gaumont, qui, très impressionné par sa fraîcheur et sa sensibilité, lui fait tourner trois films en vedette, dont deux mélodrames en 12 épisodes avec la vedette de l'époque, Sandra Milowanoff. De sa filmographie, partagée entre cinéma muet et film parlant, ressort son interprétation, en ingénue frémissante, de Madame Lesurques, dans L'Affaire du courrier de Lyon de Léon Poirier, en 1923.
Elle eut pour époux, du 20 octobre 1927 au 10 janvier 1934, le metteur en scène Henri Decoin, dont elle aura un fils, Jacques Decoin en 1928, décédé le 3 mars 1998, à l'âge de 69 ans.
Après son divorce avec Henri Decoin, elle se lie avec Jean-Pierre Aumont jusqu'au départ de ce dernier pour les États-Unis en 1940.
Elle décide, en 1943, de mettre fin à sa carrière cinématographique après L'Homme de Londres, film adapté d'un roman de Georges Simenon, et, à la fin de la guerre, devient agent artistique, notamment pour Denise Grey.
Blanche Montel meurt à Luzarches le 31 mars 1998, quelques jours après son fils Jacques Decoin.
Le 21 novembre 2015, une de ses petites-filles et la mairie de Luzarches montent une représentation de la pièce Les Vignes du Seigneur ainsi qu'une exposition : « Blanche Montel sur scène (1904-1944) » à la salle Blanche Montel de Luzarches.

## Filmographie
- 1914 : La Fille de Delft; (A Tragedy in the Clouds) de Alfred Machin : dans le rôle de Young Kaatje
- 1914 : Les Deux Gosses d'Albert Capellani
- 1919 : Barrabas de Louis Feuillade : dans le rôle de Françoise Varèse
- 1921 : Chichinette et Cie de Henri Desfontaines
- 1921 : Les Deux Gamines de Louis Feuillade : dans le rôle de Blanche
- 1921 : Zidore ou les Métamorphoses de Louis Feuillade - court métrage - : dans le rôle de Jojo
- 1921 : Gustave est médium de Louis Feuillade - court métrage -
- 1921 : L'Orpheline de Louis Feuillade : Dolorès
- 1921 : Séraphin ou les jambes nues de Louis Feuillade - court métrage -
- 1921 : Le Nuage de Léon Poirier - court métrage -
- 1922 : La Fille des chiffonniersde Henri Desfontaines : dans le rôle de Mariette
- 1922 : Gaëtan ou le commis audacieux de Louis Feuillade - court métrage -: dans le rôle de Rosine
- 1922 : Son altesse de Henri Desfontaines
- 1923 : L'Affaire du courrier de Lyon de Léon Poirier : Mme Lesurques
- 1923 : Pax Domine de René Leprince
- 1923 : La Belle Nivernaise de Jean Epstein : Clara Louveau
- 1924 : Une vieille marquise très riche de Emilien Champetier
- 1924 : Après l'amour de Maurice Champreux
- 1925 : La Vocation d'André Carel ou La Puissance du travail de Jean Choux : La Reine Lugrin
- 1925 : L'Éveilleur d'instincts de Emilien Champetier - court métrage -
- 1925 : Le Roi de la pédale de Maurice Champreux
- 1928 : La Ronde infernale (Infernal Circle) de Luitz Morat
- 1930 : L'Arlésienne de Jacques de Baroncelli : dans le rôle de Vivette
- 1931 : Flagrant délit de Georges Tréville et Hanns Schwarz
- 1932 : La Bonne Aventure de Henri Diamant-Berger
- 1932 : Chassé-croisé de Maurice Diamant-Berger - court métrage -
- 1932 : Clair de lune de Henri Diamant-Berger
- 1933 : Les Trois Mousquetaires : dans le rôle de Constance Bonacieux
- 1933 : L'Enfant du miracle de D. B. Maurice : Élise
- 1933 : Les Bleus du ciel de Henri Decoin
- 1933 : Miquette et sa mère de Henri Diamant-Berger : Miquette Grandier
- 1933 : Le Passager clandestin de Henri Diamant-Berger - court métrage -
- 1934 : La Maison du mystère de Gaston Roudès
- 1934 : L'Aventurier de Marcel L'Herbier : Marthe
- 1938 : Mon père et mon papa de Gaston Schoukens
- 1938 : Durand bijoutier de Jean Stelli
- 1939 : En correctionnelle de Marcel Aboulker - court métrage -
- 1940 : Les Surprises de la radio de Marcel Aboulker - Simple apparition -
- 1943 : L'Homme de Londres de Henri Decoin

## Théâtre
- 1923 : Les Vignes du seigneur de Robert de Flers et Francis de Croisset, Théâtre du Gymnase
- 1932 : Hector d'Henri Decoin, Théâtre de l'Apollo
- 1927 : Vient de paraître d'Édouard Bourdet, mise en scène Victor Boucher, Théâtre de la Michodière
- 1928 : Une tant belle fille de Jacques Deval, Théâtre Antoine
- 1929 : Le Trou dans le mur d'Yves Mirande, Théâtre de la Michodière
- 1929 : Durand, bijoutier de Léopold Marchand, Théâtre Saint-Georges
- 1931 : La Banque Nemo de Louis Verneuil, Théâtre de la Michodière
- 1934 : Do, Mi, Sol, Do de Paul Géraldy, Théâtre de la Michodière
- 1938 : Cavalier seul de Jean Nohain et Maurice Diamant-Berger, Théâtre du Gymnase